# Planification spatiale marine
 (juin 2022).
La planification spatiale marine (PSM) est un processus de concertation rassemblant de multiples utilisateurs de l'océan - y compris l'énergie, l'industrie, le gouvernement, la conservation et les loisirs - ayant pour objectif de prendre des décisions éclairées et coordonnées sur la façon d'utiliser les ressources marines de manière durable. La PSM utilise généralement des cartes pour créer une image plus complète d'une zone marine  permettant d'identifier où et comment elle est utilisée et quelles ressources naturelles et habitats existent. Il s'agit d'une approche similaire à l'aménagement du territoire, mais pour les eaux marines.